# Canterbury (album)
Canterbury è il terzo album in studio del gruppo musicale britannico Diamond Head, pubblicato nel settembre 1983 dalla MCA Records.

## Il disco
L'album è caratterizzato da una svolta nello stile: infatti i Diamond Head volevano dimostrare di poter scrivere musica diversa da quella dei due precedenti album. La cosa però non incontrò i favori del pubblico, e il risultato fu l'insuccesso di questo loro progetto. A complicare le cose ci fu l'allontanamento di Duncan Scott e Colin Kimberley su pressione della casa discografica (i due musicisti tuttavia collaborarono alle registrazioni del disco, venendo accreditati). Oggi in molti tendono a rivalutare Canterbury, considerandolo come un'effettiva maturazione del gruppo, ma il suo insuccesso fu probabilmente una delle ragioni che indurranno i Diamond Head a sciogliersi di lì a poco.

## Tracce
Testi e musiche di Sean Harris e Brian Tatler.
Lato A
1. Makin' Music – 3:51
2. Out of Phase – 3:32
3. The Kingmaker – 4:12
4. One More Night – 4:11
5. To the Devil His Due – 6:02

Lato B
1. Knight of the Swords – 6:53
2. Ishmael – 4:01
3. I Need Your Love – 3:03
4. Canterbury – 4:58

## Formazione
Gruppo
- Sean Harris – voce
- Brian Tatler – chitarra
- Colin Kimberley – basso
- Merv Goldsworthy – basso
- Duncan Scott – batteria, percussioni
- Robbie France – batteria, percussioni

Altri musicisti
- Chris Heaton – tastiera, fairlight
- Jamie Lane – batteria, percussioni
- The Jolly Slaves – cori

Produzione
- Mike Shipley – produzione, missaggio
- Diamond Head – produzione
- Bryan "Chuck" New, Guy, Keith, altri – Op'd and aided